# Alaris (Marvel Comics)
Alaris é um personagem americano pertencente ao Universo Marvel Comics. Pertencente a Terra-616.

## História
Alaris foi um Desumanos com super-força, reflexos rápidos, e à prova de bala pele. Ele fazia parte do delagation de Inumanos enviados para a Terra para estudar em uma faculdade humana. Ele foi amigável e ingênua, vir transversalmente como um estudante de intercâmbio em um ambiente universitário médio. Suas tentativas geniais para assimilar a cultura americana e da Terra feitas Alaris muito charmoso. Ele estava genuinamente se divertindo, sem saber que ele estava sendo aproveitado e não entendo muito bem o que estava fazendo. 

## Poderes e Habilidades
- Força sobre-humana[1]
- Velocidade sobre-humana[1]
- Vigor sobre-humano
- Durabilidade sobre-humana[1]
- Agilidade sobre-humana[1]
- nível de força sobre-humano